# Sclerophrys cristiglans
Sclerophrys cristiglans es una especie de anfibios anuros de la familia Bufonidae. Es endémica de Sierra Leona.